# Thomas L. Thompson
Thomas L. Thompson (født 7. januar 1939 i Detroit i Michigan) er en ekseget, som tilhører Københavnerskolen. Han var professor i teologi ved Københavns Universitet 1993-2009, bor i Danmark og er dansk statsborger.